# 黒石村
黒石村（くろいしむら）は、昭和29年（1954年）まで岩手県江刺郡にあった村。現在の奥州市水沢黒石町にあたる。

## 沿革

### 近代以降の沿革
幕末時点では江刺郡は陸奥国に所属し、全域が仙台藩領であった。
- 明治元年
  - 9月24日（1868年11月8日） - 仙台藩主伊達慶邦が薩長軍に降伏。全領土62万石を没収される。
  - 12月7日（1869年1月19日）
    - 陸奥国が分割され、江刺郡は陸中国の所属となる。
    - 信濃松本藩取締地となり、花巻県を称する[1]。
- 明治2年8月18日（1869年9月23日） - 花巻県が江刺県に編入される。
- 明治4年
  - 11月2日（1871年12月13日） - 第1次府県統合により一関県の管轄となる。
  - 12月13日（1872年1月22日） - 一関県（第2次）が水沢県に改称。
- 明治8年（1875年）10月17日 - 村の統合が行われる。
- 明治9年（1876年）4月18日 - 第2次府県統合により岩手県の管轄となる。
- 明治11年（1878年）11月26日 - 郡区町村編制法の岩手県での施行により、行政区画としての江刺郡が発足。「胆沢江刺郡役所」が胆沢郡塩竈村に設置され、同郡とともに管轄。
- 明治22年（1889年）4月1日 - 町村制施行にともない、旧来の黒石村単独で村制施行。
- 昭和29年（1954年）4月1日 - 羽田村および胆沢郡水沢町・姉体村・佐倉河村・真城村と合併し、水沢市となる。

### 地名
現在の地名。
- 内熊ヶ沢（うち-くまがさわ）
- 外熊ヶ沢（そと-くまがさわ）
- 鵜ノ木（うのき）
- 鵜ノ木新田（うのき-しんでん）
- 鵜ノ木谷記（うのき やぎ）
- 大久保（おおくぼ）
- 小島（こじま）
- 小田（こだ）
- 沢田（さわた）
- 下ノ在家（しものざいけ）
- 下谷記（しも-やぎ）
- 下柳（しもやなぎ）
- 正法寺（しょうぼうじ）
- 白石沢（しろいしざわ）
- 袖ノ沢（そでのさわ）
- 鶴城（つるぎ）
- 内堀（ないぼり）
- 内堀谷記（ないぼり-やぎ）
- 長田（ながた）
- 長根（ながね）
- 二渡（ふたわたり）
- 二渡向（ふたわたり-むかい）
- 箕輪（みのわ）
- 谷地（やち）
- 柳沢（やなぎさわ）
- 山内（やまうち）

## 行政
- 歴代村長

| 代     | 氏名         | 就任                       | 退任                       | 備考 |
| ------ | ------------ | -------------------------- | -------------------------- | ---- |
| 1      | 佐々木栄三郎 | 明治22年（1889年）5月15日  | 明治26年（1893年）5月14日  |      |
| 2      | 安彦術治     | 明治26年（1893年）5月15日  | 明治26年（1893年）11月13日 |      |
| 3      | 村上照英     | 明治26年（1893年）11月30日 | 明治30年（1897年）11月29日 |      |
| 4〜5   | 佐々木栄三郎 | 明治30年（1897年）11月30日 | 明治38年（1905年）11月29日 | 再任 |
| 6〜7   | 千田慶三郎   | 明治38年（1905年）11月30日 | 明治43年（1910年）3月24日  |      |
| 8      | 村上永三郎   | 明治43年（1910年）5月14日  | 大正2年（1913年）7月11日   |      |
| 9      | 高野喜吉     | 大正2年（1913年）8月7日    | 大正6年（1917年）5月17日   |      |
| 10〜13 | 村上泰助     | 大正6年（1917年）8月7日    | 昭和5年（1930年）3月20日   |      |
| 14     | 藤波麒       | 昭和5年（1930年）4月14日   | 昭和8年（1933年）4月6日    |      |
| 15     | 尾形与三郎   | 昭和8年（1933年）5月12日   | 昭和12年（1937年）5月11日  |      |
| 16     | 藤波麒       | 昭和12年（1937年）5月27日  | 昭和14年（1939年）10月11日 | 再任 |
| 17     | 及川加一     | 昭和14年（1939年）11月23日 | 昭和17年（1942年）7月10日  |      |
| 18     | 千田荘一     | 昭和17年（1942年）8月15日  | 昭和21年（1946年）8月14日  |      |
| 19     | 及川加一     | 昭和21年（1946年）9月19日  | 昭和21年（1946年）11月25日 | 再任 |
| 20     | 村上栄郎     | 昭和22年（1947年）4月5日   | 昭和24年（1949年）3月10日  |      |
| 21     | 村上泰助     | 昭和24年（1949年）4月24日  | 昭和28年（1953年）4月23日  | 再任 |
| 22     | 千田荘一     | 昭和28年（1953年）4月24日  | 昭和29年（1954年）3月31日  | 再任 |

## 教育
- 黒石村立黒石小学校 - のち合併で水沢市立黒石小学校。2006年奥州市発足により奥州市立黒石小学校。2024年に奥州市立姉体小学校に統合された。
- 黒石村立黒石中学校 - のち合併で水沢市立黒石中学校。統合で水沢市立南中学校を経て、現奥州市立水沢南中学校。